# Renda real
La renda real són els ingressos dels individus o nacions després d'ajustar la inflació. Es calcula dividint la renda nominal pel nivell de preus. Les variables reals com la renda real i el PIB real són variables que es mesuren en unitats físiques, mentre que les variables nominals com la renda nominal i el PIB nominal es mesuren en unitats monetàries. Per tant, els ingressos reals són un indicador més útil de benestar, ja que mesura la quantitat de béns i serveis que es poden comprar amb els ingressos.
Segons la dicotomia clàssica, les variables reals i les variables nominals estan separades a llarg termini, de manera que no es veuen influenciades les unes per les altres. En altres paraules, si l'ingrés nominal inicial era de 100 i hi havia una inflació del 10% (augment general dels preus, per exemple, el que costava 10 ara costa 11), aleshores amb un ingressos nominals encara de 100, es pot comprar aproximadament un 9% menys; per tant, si la renda nominal no s'ajustava a la inflació (no va augmentar un 10%), la renda real s'ha reduït aproximadament un 9%. Però si la dicotomia clàssica es manté, la renda nominal acabarà augmentant un 10%, deixant la renda real sense canvis respecte al seu valor original.